# 東静馬
東静馬、東シズマ（あずましずま、5月21日 -）は、主にテレビゲームに関する4コマ漫画などを手がけている漫画家である。
自身のサイトにて名前を縮める際の呼称は「ウメキヨ」である。

## 作家の変遷
- デビューは、実質4コマギャグバトルの前身となった光文社のゲームコミック火の玉ゲームコミックの読者投稿欄と考えられる。
- その後、双葉社が刊行しているゲームコミック「4コマまんが王国」シリーズ及び、光文社が刊行しているゲームコミック「4コマギャグバトル」シリーズで1995年から多数の漫画を描いている。

## 特徴
- 4コマまんが王国の新たな主力作家陣として同レーベルの最盛期を支えた作家の一人。ヒトデばばあ、いったんさい・・・といった氏独特の"下品だが爆笑を誘うネタ"は、同レーベル立ち上げ時からの主力作家陣（佐々木亮、中村里美、まつやま登、森田屋すひろなど）とは経路が大きく異なることから、大いに人気を集めた。筆を用いたような氏独特の文字とその文章（例：べん！！、ヒゲチョン切るぞ帰れ、ノーモアヒゲ、だろーぼたぼたぼたぼた・・、ボシャー）もネタを引き立たせている。
- スーパーマリオシリーズの漫画では、キャラクターのキノピオを「キノッピ」と呼んでいる。
- 2000年頃までの絵は、上記のキノピオをはじめ、カービィなど一部のキャラクターの目つきを意図的に鋭く描くが特徴があり、作風のシュールさをより際立たせていた。2001年以降は画風が大きく変わったものの、根本的なネタや個性は初期から大きくは変わっていない。
- ピンキーストリートファンである。

## 作品リスト

### オリジナル作品
- 芳文社 まんがタイムきららキャラットにて「まじぱら」を連載。

### ゲームコミック
- 双葉社 4コマまんが王国、光文社 4コマギャグバトルシリーズにて多数(1995年～)。
  - 黒い人 (MOTHER2 4コマまんが王国)
  - 裏ヨッシー (スーパーマリオ大集合 4コマギャグバトル)
  - メイドさんといっしょ (スーパーマリオ64 4コマまんが王国 1)
  - メイドさんといっしょ・2 (スーパーマリオ64 4コマまんが王国 2)
  - レースクイーンといっしょ (マリオカート64 4コマまんが王国 1)
  - メイドさん疾風迅雷！！ (マリオカート64 4コマまんが王国 2)
  - レースクイーンにお・ま・か・せ (マリオカート64 4コマギャグバトル)
  - なりゆきまかせ (マリオパーティ2 4コマまんが王国)
  - 空想科学中年 (ルイージマンション 4コマまんが王国)
  - 大ゴリ小ゴリのゴリゴリ大作戦　(スーパードンキーコング　4コマギャグバトル PART2)
  - お子様ゴリラのゴリ押し大作戦　(スーパードンキーコング2　4コマギャグバトル])
  - ゴリリン坊や 五里霧中 (スーパードンキーコング3 4コマギャグバトル)
  - ゴリリン坊やの五里霧中大作戦！！春の陣 (スーパードンキーコング 4コマまんが王国 3)
  - ウェポン現地調達！！ (爆ボンバーマン 4コマギャグバトル)
  - (真・サムライスピリッツ　４コマまんが王国)
  - (ヴァンパイアハンター　４コマまんが王国)
  - 鼻からプラズマ (がんばれゴエモン 4コマまんが道中)
  - 支配者階級 (星のカービィ スーパーデラックス 4コマまんが王国 2)
  - コロコロカービィで行こう！ (コロコロカービィ 4コマまんが王国)
  - デデデの星64 (星のカービィ64 4コマまんが王国)
  - 俺は何にもしてねえよ (ぷよぷよ 4コマまんが王国 1)
  - ぷよぷよ野郎やらずぶったくり (ぷよぷよ 4コマまんが王国 2)

他、多数。